# Ligne 138A (Infrabel)
Pour les articles homonymes, voir Ligne 138.
La ligne 138A Florennes - Givet fut établie par la Compagnie de l'Est Belge. Elle prolonge la ligne 138 qui rallie Châtelet, près de Charleroi. À l'origine, elle entrait en concurrence directe avec la ligne 132 (de la Société du chemin de fer de l'Entre-Sambre-et-Meuse) et la ligne 154 de la Compagnie du Nord - Belge sur le trafic de transit entre les bassins industriels de Lorraine et de Charleroi.

## Historique

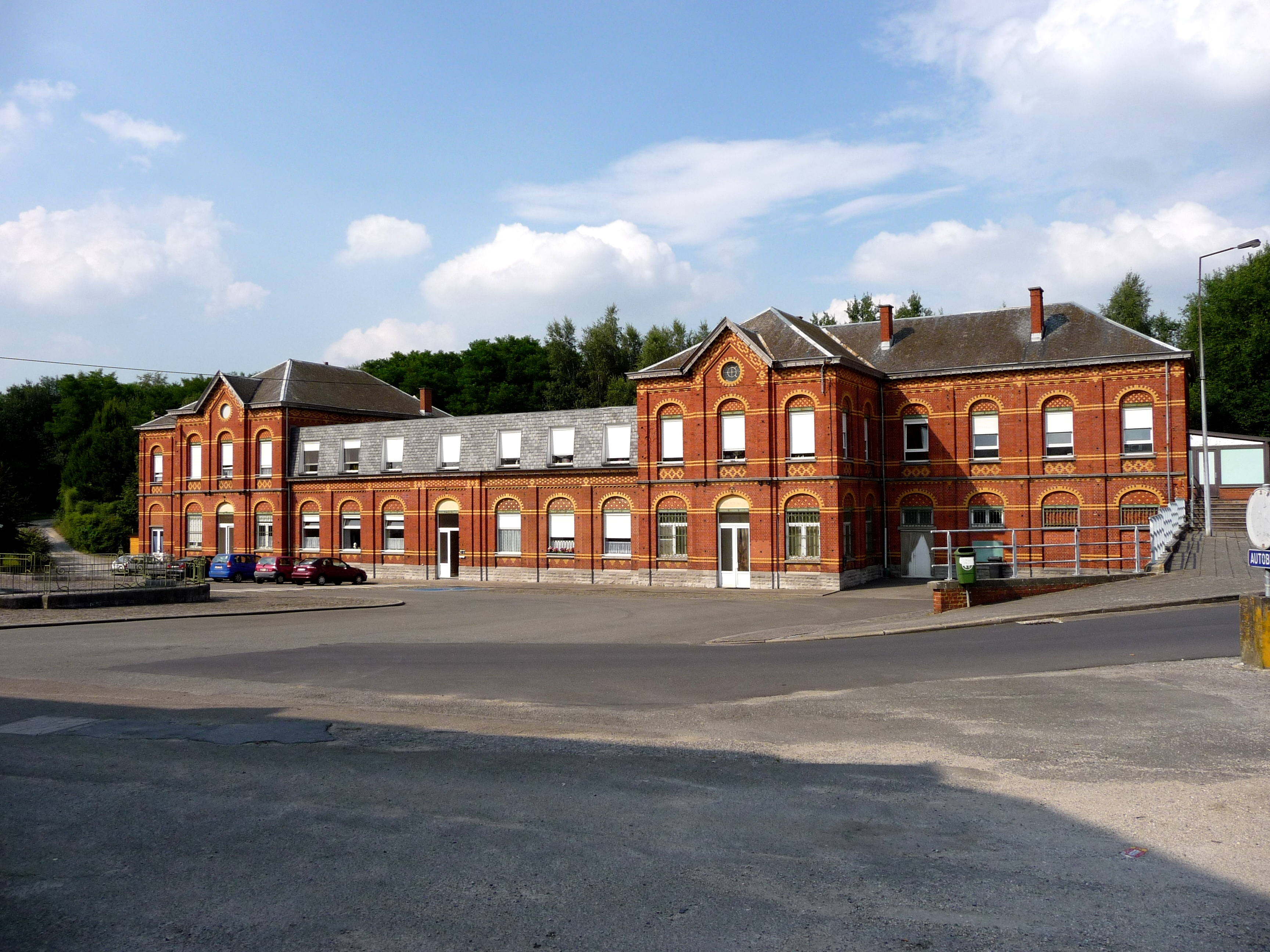
La gare de Florennes Central

En 1855, la Société anonyme du chemin de fer de Morialmé à Châtelineau avait atteint Florennes, depuis Châtelet. Cette ville est déjà desservie, depuis un an, par la Compagnie de l'entre Sambre et Meuse, mais les deux concurrentes établissent des gares distinctes qui ne sont pas interconnectées. La fusion de la Société anonyme du chemin de fer de Morialmé à Châtelineau et de la Société anonyme des chemins de fer de Louvain à Charleroi le 23 mars 1859 donne naissance à la Société anonyme des chemins de fer de l'Est-belge.
C'est le 1er juin 1862 que l'Est belge mit en service le prolongement de la ligne en direction de Doische et Givet, concédé par l'arrêté royal du 5 août 1860. Une convention avait passée avec la compagnie, française, des Chemins de fer des Ardennes pour que cette dernière s'acquitte de la construction de la section de Givet à Doische. Peu après la signature de la convention, le 13 juin 1864, la Compagnie du Grand Central Belge est mise sur pied, elle associe notamment les compagnies, rivales, de l'Est et de l'Entre Sambre et Meuse. enfin en 1865 les Chemins de fer de l'État belge inaugurent une courte ligne d'Ermeton-sur-Biert à Florennes (actuelle ligne 136A). Une modeste gare, appelée « Florennes-État », implantée près de la gare de Florennes-Est. En 1897, le Grand central est repris par les Chemins de fer de l’État belge. À cette époque, les gares de l'Est et du Sud de Florennes ne sont pas encore reliées. Les voyageurs sont priés d'utiliser leurs pieds (2 km), ou une diligence, pour passer d'une ligne à l'autre.
L'imposante gare de Florennes-Central est inaugurée en 1910, le raccordement entre les gares de Florennes est mit en service au même moment. La ligne reste toutefois à voie unique, l'essentiel du trafic marchandise transite en effet par Mariembourg et Walcourt. Après la Seconde Guerre mondiale, la section transfrontalière Doische - Givet n'est pas réexploitée. En 1954, la vague de transfert à la route des dessertes voyageurs des lignes secondaires touche également cette ligne. Finalement en 1966, les trains de marchandises locaux sont limités à la section Florennes - Merlemont, qui sera à son tour abandonnée en 1984, comme la plupart des lignes de la région encore desservies. La voie sera rapidement démontée.

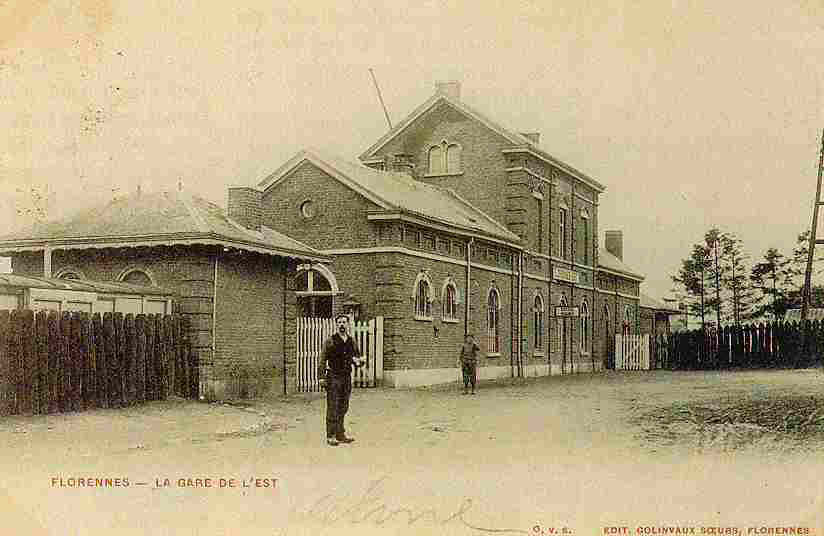
La gare de Florennes Est